# Rotor (elektrotehnika)
Rotor (njem. Rotor < engl. rotor, skr. od rotator, prema rotate <lat. rotare: vrtjeti, okretati), u tehnici, je dio stroja ili drugog uređaja koji svojim okretanjem obavlja neko korisno djelovanje, na primjer rotor Wankelova motora ili elektromotora, parne, plinske ili vjetrene turbine, helikoptera. Kod pogonskih strojeva kao što su elektromotori ili turbine, dovedena se energija (pare, plina, vode, električne struje) pretvara u kinetičku energiju vrtnje rotora, kojom se preko nekoga pretvornika obavlja rad, dok je kod nekih drugih strojeva (električni generator, turbokompresor, centrifugalna sisaljka) postupak obrnut, to jest kinetička energija dovedena rotoru pretvara se u novi oblik.
Ovisno o vrsti struja njihovi rotori mogu biti različitih izvedaba pa tako istosmjerni strojevi imaju najsloženiji rotor sazdan od namota armature i posebnog sklopa, kolektora ili komutatora, za komutaciju struje za vrijeme vrtnje. Sinkroni strojevi u pravilu imaju magnetizirani rotor. Za stvaranje magnetskog polja obično služe permanentni magneti, a kod strojeva većih snaga elektromagneti pri čemu je na rotor nužno dovesti uzbudnu struju preko četkica i kliznih kolutova. Asinkroni strojevi imaju rotor vrlo jednostavne konstrukcije koji se obično sastoji od metalnog kratkospojenog kaveza (aluminijskih ili bakrenih štapova, međusobno spojenih na oba kraja). Osim ovih nabrojanih, aktivnih dijelova, rotor ima i pomoćne dijelove koji omogućuju rotaciju i pravilan rad kao što su ležajevi, osovina i ventilatorsko kolo za hlađenje motora.

## Stator
Stator (njem. Stator, prema lat. status: stajanje) je mirujući dio stroja ili motora (na primjer turbine, sisaljke, elektromotora, generatora), unutar kojega se okreće (rotira) rotor. Statorom se dovodi energija (električna, pare, plina, vode) rotoru, u kojem se pretvara u kinetičku energiju rotacije i dalje u koristan rad (pogonski strojevi), ili stator preuzima energiju s rotora i pretvara ju u neki drugi oblik (električni generator, turbokompresor, centrifugalna sisaljka).